# کوه دوشا
کوه دوشا یک محوطه باستانی در سودان است که در نوبه واقع شده‌است.

## نگارخانه

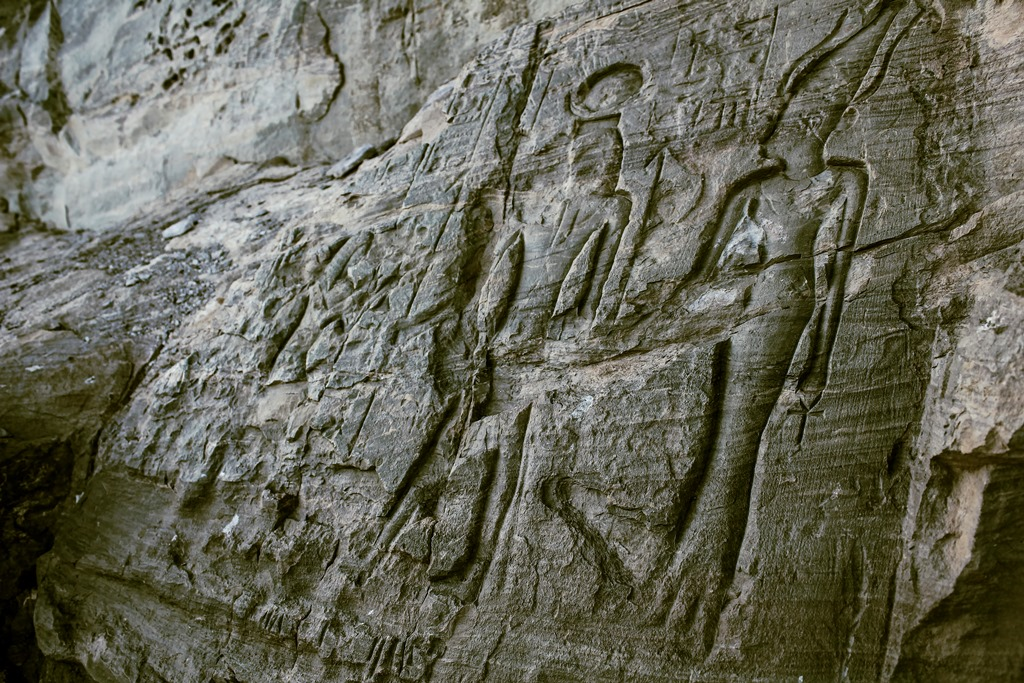